# Cholovocera attae
Cholovocera attae is een keversoort uit de familie zwamkevers (Endomychidae). De wetenschappelijke naam van de soort werd in 1858 gepubliceerd door Ernst Gustav Kraatz.